# Triptofano hidroxilase
Triptofano hidroxilase ou triptofano monooxigenase (TPH) é uma enzima que catalisa a hidroxilação de triptofano a 5-hidroxitriptofano na presença de NADPH e oxigênio molecular. É importante na biossíntese de serotonina. Geralmente é liberada em crises de raiva, o que leva a pessoa a uma "perda de Q.I.", a qual estimula um agir sem pensar.